# ラグビーブラジル代表
ラグビーブラジル代表（英語: Brazil national rugby union team）は、ブラジルラグビー連合によるラグビーユニオンのナショナルチームである。愛称は「トゥピス (Tupis)」。

## 歴史
1950年、初試合。
その後2018年、南アメリカラグビーチャンピオンシップ初優勝。さらに同年11月、マオリ・オールブラックスと初対戦して敗れた。

## ワールドカップの成績
- 1987年 - 不参加
- 1991年 - 不参加
- 1995年 - 不参加
- 1999年 - 予選敗退
- 2003年 - 予選敗退
- 2007年 - 予選敗退
- 2011年 - 予選敗退
- 2015年 - 予選敗退
- 2019年 - 予選敗退